# Serie A2 1990-1991 (pallavolo maschile)
La Serie A2 maschile FIPAV 1990-91 fu la 14ª edizione della manifestazione organizzata dalla FIPAV.

## Regolamento
Le 16 squadre partecipanti disputarono un girone unico con partite di andata e ritorno. Le prime quattro classificate al termine della regular season furono promosse in Serie A1, e la 1ª e la 2ª furono ammesse a disputare i play-off scudetto. Le squadre che terminarono il campionato tra il 14º e il 16º posto retrocessero in Serie B.

## Avvenimenti
Il campionato ebbe inizio il 4 novembre e si concluse il 14 aprile con le promozioni di Olio Venturi Spoleto e Siap Brescia, ammesse ai play-off, Gabbiano Virgilio e Soliman Città di Castello.

## Le squadre partecipanti
Le squadre partecipanti furono 16. Per la defezione di Battipaglia, Gabbiano Virgilio e Olio Venturi Spoleto erano le uniche squadre provenienti dalla Serie A1. Alle rinunce di Battipaglia e Salerno sopperirono i ripescaggi di Centro Matic Prato e Lazio Pallavolo Roma; Banca Popolare di Sassari Sant'Antioco, Moka Rica Forlì e Tortellini Voltan Mestre erano le neopromosse dalla B.
| Squadra                                | Stagioni in Serie A2 | Allenatore         | Campo di gioco                           |
| -------------------------------------- | -------------------- | ------------------ | ---------------------------------------- |
| Banca Popolare di Sassari Sant'Antioco | 1                    | Mirko Nekola       | PalaRockefeller di Cagliari              |
| Brondi Asti                            | 5                    |                    | Palasport di Asti                        |
| Capurso Gioia del Colle                | 2                    | Nicola Agricola    | Palasport di Gioia del Colle, BA         |
| Centro Matic Prato                     | 3                    | Mario Mattioli     | Palasport San Paolo di Prato             |
| Codyeco Santa Croce                    | 10                   |                    | PalaParenti di Santa Croce sull'Arno, PI |
| Gabbiano Virgilio                      | 1                    |                    | Palasport di Virgilio, MN                |
| Jockey Schio                           | 2                    | Gian Paolo Montali | PalaCampagnola di Schio, VI              |
| Lazio Roma                             | 1                    | Antonio Beccari    | Palazzetto dello Sport di Roma           |
| Moka Rica Forlì                        | 1                    |                    | PalaGalassi di Forlì                     |
| Olio Venturi Spoleto                   | 2                    | Carmelo Pittera    | PalaRota di Spoleto, PG                  |
| Sauber Bologna                         | 4                    | Maurizio Menarini  | PalaDozza di Bologna                     |
| Siap Brescia                           | 5                    | Marcello Levatino  | Palasport San Filippo di Brescia         |
| Sidis Jesi                             | 6                    |                    | PalaTriccoli di Jesi, AN                 |
| Soliman Città di Castello              | 4                    | Fausto Polidori    | Palasport di Città di Castello, PG       |
| Tortellini Voltan Mestre               | 1                    |                    | PalaTaliercio di Venezia-Mestre          |
| Zama Livorno                           | 5                    |                    | PalaMacchia di Livorno                   |

## Classifica
| Pos. | Squadra                                | Pt | G  | V  | P  | SV | SP |
| ---- | -------------------------------------- | -- | -- | -- | -- | -- | -- |
| 1.   | Olio Venturi Spoleto                   | 52 | 30 | 26 | 4  |    |    |
| 2.   | Siap Brescia                           | 52 | 30 | 26 | 4  |    |    |
| 3.   | Gabbiano Virgilio                      | 48 | 30 | 24 | 6  |    |    |
| 4.   | Soliman Città di Castello              | 44 | 30 | 22 | 8  |    |    |
| 5.   | Brondi Asti                            | 44 | 30 | 22 | 8  |    |    |
| 6.   | Jockey Schio                           | 42 | 30 | 21 | 9  |    |    |
| 7.   | Lazio Roma                             | 32 | 30 | 16 | 14 |    |    |
| 8.   | Moka Rica Forlì                        | 30 | 30 | 15 | 15 |    |    |
| 9.   | Codyeco Santa Croce                    | 26 | 30 | 13 | 17 |    |    |
| 10.  | Sidis Jesi                             | 24 | 30 | 12 | 18 |    |    |
| 11.  | Tortellini Voltan Mestre               | 22 | 30 | 11 | 19 |    |    |
| 12.  | Banca Popolare di Sassari Sant'Antioco | 20 | 30 | 10 | 20 |    |    |
| 13.  | Centro Matic Prato                     | 16 | 30 | 8  | 22 |    |    |
| 14.  | Zama Livorno                           | 14 | 30 | 7  | 23 |    |    |
| 15.  | Capurso Gioia del Colle                | 8  | 30 | 4  | 26 |    |    |
| 16.  | Sauber Bologna                         | 6  | 30 | 3  | 27 |    |    |

| Promosse in Serie A1 e ammesse ai play-off scudetto | Promosse in Serie A1 | Retrocesse in Serie B |

## Risultati

### Tabellone
|                   | Asti | Bologna | Brescia | Città di Castello | Forlì | Gioia del Colle | Jesi | Livorno | Mestre | Prato | Roma | Sant'Antioco | Santa Croce | Schio | Spoleto | Virgilio |
| ----------------- | ---- | ------- | ------- | ----------------- | ----- | --------------- | ---- | ------- | ------ | ----- | ---- | ------------ | ----------- | ----- | ------- | -------- |
| Asti              | XXX  | 3-1     | -       | -                 | 3-1   | -               | -    | -       | 3-0    | 3-2   | -    | 3-1          | -           | -     | 0-3     | 3-1      |
| Bologna           | 0-3  | XXX     | 0-3     | -                 | -     | -               | -    | 0-3     | -      | -     | 2-3  | 2-3          | 2-3         | 1-3   | 0-3     | 1-3      |
| Brescia           | -    | 3-0     | XXX     | 3-0               | 3-1   | 3-1             | 3-1  | 3-0     | -      | 3-2   | 3-0  | -            | 3-0         | -     | -       | -        |
| Città di Castello | -    | -       | -       | XXX               | 3-1   | -               | 3-1  | -       | -      | 3-0   | 3-1  | -            | -           | 0-3   | 3-2     | 3-0      |
| Forlì             | -    | -       | 2-3     | 3-0               | XXX   | 3-0             | -    | 3-1     | -      | 3-0   | -    | 3-0          | 3-0         | -     | 0-3     | 3-0      |
| Gioia del Colle   | -    | 3-0     | 1-3     | 1-3               | -     | XXX             | -    | 3-1     | 1-3    | -     | -    | 3-1          | 2-3         | -     | 1-3     | -        |
| Jesi              | 2-3  | 3-0     | -       | 2-3               | -     | 3-1             | XXX  | 3-0     | -      | 3-2   | -    | -            | -           | -     | 1-3     | -        |
| Livorno           | 0-3  | -       | -       | -                 | 3-0   | 3-1             | 1-3  | XXX     | -      | 2-3   | -    | -            | -           | 3-2   | -       | 0-3      |
| Mestre            | -    | -       | 0-3     | 2-3               | 3-1   | -               | -    | -       | XXX    | 2-3   | 1-3  | 2-3          | 3-1         | 3-1   | -       | 1-3      |
| Prato             | 1-3  | 3-1     | 0-3     | -                 | -     | -               | -    | 3-1     | -      | XXX   | -    | 3-1          | 3-1         | 1-3   | -       | -        |
| Roma              | 3-0  | -       | -       | 1-3               | 3-0   | 3-0             | -    | 3-0     | 2-3    | 3-0   | XXX  | -            | -           | -     | 1-3     | 0-3      |
| Sant'Antioco      | -    | -       | 0-3     | 0-3               | 3-0   | 3-1             | 1-3  | -       | -      | 3-1   | -    | XXX          | -           | 3-1   | -       | -        |
| Santa Croce       | 1-3  | 3-0     | -       | 0-3               | -     | -               | 3-1  | 3-1     | -      | -     | -    | -            | XXX         | 1-3   | -       | 2-3      |
| Schio             | 3-1  | 3-0     | -       | 3-1               | -     | 3-0             | 3-1  | -       | 3-0    | -     | 3-2  | -            | 3-0         | XXX   | -       | -        |
| Spoleto           | 3-1  | -       | -       | -                 | -     | 3-1             | 3-0  | 3-0     | 3-0    | -     | 3-2  | 3-0          | -           | 3-0   | XXX     | 3-1      |
| Virgilio          | 3-2  | -       | 3-2     | -                 | -     | -               | 3-0  | -       | 3-0    | -     | 3-1  | 3-2          | 3-0         | -     | -       | XXX      |